# Olivella (chi ốc biển)
Olivella, tên tiếng Anh: dwarf olives, là một chi ốc biển săn mồi cỡ nhỏ, là động vật thân mềm chân bụng sống ở biển thuộc họ Olivellidae, họ ốc ôliu nhỏ. Olivella là chi điển hình thuộc họ.

## Các loài
Các loài thuộc chi Olivella bao gồm:
- Olivella acteocina Olsson, 1956
- Olivella adelae Olsson, 1956
- Olivella alba (Marrat In Sowerby, 1871)
- Olivella alectona (Duclos, 1835) - San Pedro dwarf olive
- Olivella altatae Burch & Campbell, 1963
- Olivella amblia Watson, 1882
- Olivella anazora (Duclos, 1835)
- Olivella ankeli Diaz & Gotting, 1990
- Olivella apicalis Kay, 1979
- Olivella arionata Absalão, 2000
- Olivella aureobalteata Kuroda & Habe, 1971
- Olivella aureocincta Carpenter, 1857
- Olivella baetica Carpenter, 1864 - beatic dwarf olive
- Olivella barbenthos Recourt, 1989
- Olivella biminiensis Petuch, 2002
- Olivella biplicata (G. B. Sowerby I, 1825) - purple dwarf olive
- Olivella bitleri Olsson, 1956
- Olivella borealis Golikov, 1967
- Olivella broggi Olsson, 1956
- Olivella bullula (Reeve, 1850) - bubble dwarf olive
- Olivella careorugula Absalão & Pimenta, 2003
- Olivella cocosensis Olsson, 1956
- Olivella columba (Duclos, 1835)
- Olivella columellaris (G.B. Sowerby I, 1825)
- Olivella compta (Marrat, 1871)
- Olivella costulata Paulmier, 2007
- Olivella cymatilis S. S. Berry, 1963
- Olivella dama (Wood, 1828)
- Olivella dealbata (Reeve, 1850) - whitened dwarf olive
- Olivella defiorei Klappenbach, 1964
- Olivella diodocus (Marrat, 1871)
- Olivella dolichomorpha Paulmier, 2007
- Olivella drangai Olsson, 1956
- Olivella ephamilla Watson, 1882
- Olivella esther (Duclos, 1835)
- Olivella exilis (Marrat, 1871)
- Olivella fimbriata [cần dẫn nguồn]
- Olivella fletcherae S. S. Berry, 1958
- Olivella floralia (Duclos, 1853) - rice olive
- Olivella formicacorsii Klappenbach, 1962
- Olivella fortunei (Marrat, 1871)
- Olivella fulgurata A. Adams & Reeve, 1850
- Olivella fundarugata Weisbord, 1962
- Olivella fuscocincta Dall, 1889
- Olivella gaylordi Ford, 1894
- Olivella gracilis (Broderip & Sowerby, 1828)
- Olivella guayaquilensis Bartsch, 1928
- Olivella guildingii (Reeve, 1850)
- Olivella hyphala Absalão & Pimenta, 2003
- Olivella inconspicua (C.B. Adams, 1852)
- Olivella intorta Carpenter, 1857 [cần dẫn nguồn]
- Olivella inusta G. B. Sowerby III, 1915
- Olivella japonica Pilsbry, 1910
- Olivella kifos Macsotai & Campos, 2001
- Olivella klappenbachi Absalão & Pimenta, 2003
- Olivella lactea (Marrat, 1871)
- Olivella lanceolata (Reeve, 1850)
- Olivella lepta (Duclos, 1835)
- Olivella lindae Petuch, 1992
- Olivella lineolata [cần dẫn nguồn]
- Olivella macgintyi Olsson, 1956
- Olivella mandarina (Duclos, 1835)
- Olivella marginelloides Paulmier, 2007
- Olivella marmosa Olsson & McGinty, 1958
- Olivella mayabe Espinosa & Ortega, 1998
- Olivella mica (Duclos, 1835)
- Olivella microspira Paulmier, 2007
- Olivella micula (Marrat, 1871)
- Olivella miliacea (Marrat, 1871)
- Olivella miliola (d'Orbigny, 1842)
- Olivella minuta (Link, 1807) - minute dwarf olive
- Olivella miriadina (Duclos, 1835)
- Olivella monilifera (Reeve, 1850)
- Olivella moorei Abbott, 1951
- Olivella morrisoni Olsson, 1956
- Olivella mutica (Say, 1822) - variable dwarf olive
- Olivella myrmecoon Dall, 1912
- Olivella nivea (Gmelin, 1791) - snowy dwarf olive
- Olivella olssoni Altena, 1971
- Olivella orejasmirandai Klappenbach, 1986
- Olivella parva T. S. Oldroyd, 1921 [cần dẫn nguồn]
- Olivella pedroana (Conrad, 1856)
- Olivella perplexa Olsson, 1956
- Olivella peterseni Olsson, 1956
- Olivella petiolita (Duclos, 1835)
- Olivella plana (Marrat, 1871)
- Olivella plata (Ihering, 1909)
- Olivella poppei Bozzetti, 1998
- Olivella prefloralia Olsson & Harbison, 1953
- Olivella puelcha (Duclos, 1835)
- Olivella pulchella (Duclos, 1835)
- Olivella pulchra (Marrat, 1871)
- Olivella pulicaria (Marrat, 1871)
- Olivella pura (Reeve, 1850)
- Olivella purpurata [cần dẫn nguồn]
- Olivella pusilla (Marrat, 1871) - tiny dwarf olive
- Olivella rehderi Olsson, 1956
- Olivella riosi Klappenbach, 1991
- Olivella riverae Olsson, 1956
- Olivella rosolina (Duclos, 1835)
- Olivella rotunda Dall, 1889
- Olivella rubra (Marrat, 1871)
- Olivella rufifasciatus [cần dẫn nguồn]
- Olivella santacruzense Castellanos, 1965
- Olivella scurra (Marrat, 1871)
- Olivella semistriata (Gray, 1839)
- Olivella signata (Lischke, 1869)
- Olivella sphoni Burch & Campbell, 1963
- Olivella spreta Gould, 1861
- Olivella spretoides Yokoyama, 1922
- Olivella stegeri Olsson, 1956
- Olivella steveni Burch & Campbell, 1963
- Olivella strigata (Reeve, 1850)
- Olivella tabulata Dall, 1889 [cần dẫn nguồn]
- Olivella tehuelcha (Duclos, 1835)
- Olivella tergina (Duclos, 1835)
- Olivella thompsoni Olsson, 1956
- Olivella tunquina (Duclos, 1835)
- Olivella verriauxii (Duclos, 1857) [cần dẫn nguồn]
- Olivella versicolor (Marrat, 1871)
- Olivella vitilia Watson, 1882
- Olivella volutella (Lamarck, 1811)
- Olivella volutelloides (Marrat, 1871)
- Olivella walkeri S. S. Berry, 1958
- Olivella watermani McGinty, 1940
- Olivella zanoeta (Duclos, 1835)
- Olivella zonalis (Lamarck, 1811)

## Hình ảnh